# Nächste American-Football-Weltmeisterschaft
Die sechste Austragung der American-Football-Weltmeisterschaft der Herren durch die International Federation of American Football (IFAF) soll 2025 stattfinden. Konkrete Termine oder ein Austragungsort wurden Stand 4. Juni 2025 noch nicht bekannt gegeben.

## Vergabe
Die bislang letzte Weltmeisterschaft im American Football fand 2015 in Canton in den Vereinigten Staaten statt. Das Turnier sollte ursprünglich in Schweden stattfinden, wurde jedoch aus finanziellen Gründen abgesagt. Die WM 2015 litt wegen der kurzfristigen Neuvergabe an die USA unter mehreren Absagen. Während der WM-Endrunde kam es zur Spaltung des Weltverbands International Federation of American Football.
Nachdem die Spaltung der IFAF durch ein Urteil der CAS weitgehend überwunden worden war,  vergab die IFAF im Juli 2018 die Austragung der Weltmeisterer 2019 nach Australien. Aufgrund der Kurzfristigkeit der Vergabe und der relativ großen Entfernung sagten mehrere große Nationen ihre Teilnahme ab, unter anderem Frankreich, Kanada und Österreich; Deutschland nahm aufgrund der Streitigkeiten noch bis 2020 nicht an IFAF-Wettbewerben teil.
Schließlich verschob die IFAF die Weltmeisterschaft auf 2023. Ursprünglich sollte Australien auch 2023 Gastgeber sein. Im September 2021 schrieb die IFAF die WM jedoch neu aus, unter anderem aufgrund der unklaren Lage bezüglich der Covid-19-Pandemie. Im Dezember 2021 gab die IFAF bekannt, dass Deutschland als Gastgeber der WM ausgewählt wurde.
Nach einer „Risikobewertung“ verschob die IFAF im Oktober 2022 auf Grund der wirtschaftlichen Situation das Turnier erneut, diesmal auf 2025. Die IFAF kündigte an, sich mit dem deutsche Verband AFVD auszutauschen, ob Deutschland das Turnier 2025 austrägt.

## Teilnehmer
An der Weltmeisterschaft sollen Stand 2021 acht Mannschaften teilnehmen:
- Deutschland (Veranstalter)
- Vereinigte Staaten (Titelverteidiger)
- Australien (Vertreter Ozeaniens)
- Italien (Europameister 2021)
- Schweden (Vize-Europameister 2021)
- ein Vertreter Afrikas
- ein weiterer Vertreter Nord- und Südamerikas
- ein Vertreter Asiens

Erstmals solle damit eine afrikanische Nation an der Weltmeisterschaft teilnehmen.